# Turó de l'Illa
El Turó de l'Illa és una muntanya de 52 metres dins del municipi de Sant Julià de Ramis, a la comarca del Gironès.